# Stazione di Sanarica
Stazione di Sanarica vasútállomás Olaszországban, Puglia régióban, Sanarica településen.

## Vasútvonalak
Az állomást az alábbi vasútvonalak érintik:
- Maglie–Gagliano del Capo-vasútvonal

## Kapcsolódó állomások
A vasútállomáshoz az alábbi állomások vannak a legközelebb: 
- Stazione di Poggiardo
- Stazione di Muro Leccese